# پل رومانو
پل رومانو (انگلیسی: Paul Romano؛ زادهٔ ۶ اکتبر ۱۸۹۱) بازیکن فوتبال اهل فرانسه است.
از باشگاه‌هایی که در آن بازی کرده‌است می‌توان به اشاره کرد.
وی همچنین در تیم ملی فوتبال فرانسه بازی کرده‌است.